# Eric Nkansah
Eric Nkansah Appiah (* 12. Dezember 1974) ist ein ehemaliger ghanaischer Leichtathlet, der sich auf den Sprint spezialisiert hat. Er feierte seine größten Erfolge mit der ghanaischen 4-mal-100-Meter-Staffel unter anderem mit dem Gewinn der Goldmedaille bei den Afrikaspielen 1995 und 2003.

## Sportliche Laufbahn
Erste internationale Erfahrungen sammelte Eric Nkansah vermutlich im Jahr 1994, als er bei den Commonwealth Games in Victoria mit 10,54 s in der ersten Runde im 100-Meter-Lauf ausschied und über 200 Meter mit 21,32 s im Viertelfinale ausschied. Zudem belegte er mit der ghanaischen 4-mal-100-Meter-Staffel in 39,79 s den sechsten Platz. Im Jahr darauf kam er bei den Weltmeisterschaften in Göteborg mit der Staffel mit 39,83 s nicht über den Vorlauf hinaus und anschließend siegte er bei den Afrikaspielen in Harare in 39,12 s gemeinsam mit Ibrahim Hassan, Ahmed Ali und Emmanuel Tuffour. 1996 nahm er erstmals an den Olympischen Sommerspielen in Atlanta teil und schied dort mit 10,26 s im Halbfinale über 100 Meter aus und verhalf der Staffel durch seinen Halbfinaleinsatz zum Finaleinzug. Im Jahr darauf schied er bei den Hallenweltmeisterschaften in Paris mit 6,57 s im Semifinale im 60-Meter-Lauf aus. Im August schied er bei den Weltmeisterschaften in Athen mit 10,18 s im Halbfinale über 100 Meter aus und belegte mit der Staffel in 38,26 s den fünften Platz. 1998 belegte er bei den Afrikameisterschaften in Dakar in 10,14 s den vierten Platz über 100 Meter und gelangte mit 20,68 s auf Rang sechs im 200-Meter-Lauf. Anschließend wurde er bei den Commonwealth Games in Kuala Lumpur in 10,18 s Sechster über 100 Meter und wurde mit der Staffel im Finale disqualifiziert. Kurz davor wurde er beim IAAF World Cup in Johannesburg in 38,29 s Dritter in der 4-mal-100-Meter-Staffel.
1999 schied er bei den Hallenweltmeisterschaften in Maebashi mit 6,96 s im Vorlauf über 60 Meter aus. Im August schied er dann bei den Weltmeisterschaften in Sevilla mit 10,25 s im Viertelfinale über 100 Meter aus und wurde mit der 4-mal-100-Meter-Staffel im Vorlauf disqualifiziert. 2001 kam er bei den Hallenweltmeisterschaften in Lissabon mit 6,97 s nicht über die erste Runde über 60 Meter hinaus und im Jahr darauf schied er bei den Commonwealth Games in Manchester mit 10,29 s im Halbfinale über 100 Meter aus. 2003 schied er bei den Hallenweltmeisterschaften in Birmingham mit 6,63 s im Halbfinale über 60 Meter aus und im August schied er bei den Weltmeisterschaften nahe Paris mit 10,39 s ebenfalls im Halbfinale über 100 Meter aus. Zudem schied er im Staffelbewerb mit 38,88 s im Semifinale aus. Anschließend belegte er bei den Afrikaspielen in Abuja in 10,18 s den vierten Platz über 100 Meter und siegte mit der Staffel in 38,63 s gemeinsam mit Christian Nsiah, Aziz Zakari und Leonard Myles-Mills. Im Jahr darauf schied er bei den Hallenweltmeisterschaften in Budapest mit 6,67 s im Halbfinale über 60 Meter aus und im August nahm er erneut an den Olympischen Sommerspielen in Athen teil, bei denen er mit 10,54 s in der ersten Runde ausschied. 2006 kam er bei den Hallenweltmeisterschaften in Moskau mit 6,71 s nicht über die Vorrunde über 60 Meter hinaus und kurz darauf schied er bei den Commonwealth Games in Melbourne mit 11,10 s im Viertelfinale über 100 Meter aus und kam mit der Staffel im Finale nicht ins Ziel. Im August gewann er bei den Afrikameisterschaften in Bambous in 10,65 s die Bronzemedaille über 100 Meter hinter den Nigerianern Olusoji Fasuba und Uchenna Emedolu. Zudem sicherte er sich auch im Staffelbewerb in 40,12 s gemeinsam mit Harry Adu Mfum, Cyril Ferguson und Seth Amoo die Bronzemedaille hinter den Teams aus Nigeria und Südafrika. Im September belegte er beim IAAF World Cup in Athen in 38,87 s den fünften Platz in der 4-mal-100-Meter-Staffel. Im Jahr darauf gewann er bei den Afrikaspielen in Algier in 10,35 s die Silbermedaille über 100 Meter hinter Olusoji Fasuba aus Nigeria und mit der Staffel belegte er in 39,59 s den vierten Platz. 2008 schied er bei den Afrikameisterschaften in Addis Abeba mit 10,51 s im Halbfinale über 100 Meter aus und gewann mit der Staffel in 40,30 s gemeinsam mit Victor Togoh, Allah Laryea-Akrong und Seth Amoo die Silbermedaille hinter dem südafrikanischen Team. Im selben Jahr beendete er seine aktive sportliche Karriere im Alter von 33 Jahren.
1998 wurde Nkansah ghanaischer Meister im 100- und 200-Meter-Lauf.

## Persönliche Bestleistungen
- 100 Meter: 10,00 s (+1,1 m/s), 13. Juni 1999 in Nürnberg
  - 60 Meter (Halle): 6,51 s, 21. Februar 1999 Liévin
- 200 Meter: 20,43 s (−1,5 m/s), 31. August 1987 in Waldshut-Tiengen
  - 200 Meter (Halle): 21,30 s, 27. Januar 1999 in Fürth